# 14. Primetime Emmy-gála
A 14. Primetime Emmy-gála során az 1961 és 1962 között főműsoridőben bemutatott, amerikai televíziós programokat értékelték. A jelölteket az Academy of Television Arts & Sciences választotta ki. A Los Angeles-i Hollywood Palladiumban tartott ceremóniát az NBC közvetítette 1962. május 22-én. A műsor házigazdái Johnny Carson, Bob Newhart és David Brinkley voltak.

## Győztesek és jelöltek
A nyertesek félkövérrel jelölve.

### Műsorok
| Legjobb vígjátéksorozat | Legjobb drámasorozat |
| --- | --- |
| - The Bob Newhart Show (NBC) - The Andy Griffith Show (CBS) - Car 54, Where Are You? (NBC) - Hazel (NBC) - The Red Skelton Show (CBS)                                     | - The Defenders (CBS) - Alcoa Premiere (ABC) - Ben Casey (ABC) - The Dick Powell Theatre (NBC) - Hallmark Hall of Fame (NBC) - Naked City (ABC) |
| Legjobb varietésorozat | Legjobb zenés műsor |
| - The Garry Moore Show (CBS) - Here's Edie (ABC) - The Judy Garland Show (CBS) - Perry Como's Kraft Music Hall (NBC) - Walt Disney's Wonderful World of Color (NBC)       | - Leonard Bernstein and the New York Philharmonic in Japan (CBS) - The Bell Telephone Hour (NBC) - Directions (ABC) - NBC Television Opera Theatre (NBC) |
| Legjobb napi műsor | Legjobb gyerekműsor |
| - Purex Summer Specials (NBC) - Calendar (CBS) - The Linkletter Show (CBS) - Today (NBC) - The Verdict is Yours (CBS)                                                     | - New York Philharmonic Young People's Concerts with Leonard Bernstein (CBS) - 1, 2, 3 Go! (NBC) - Captain Kangaroo (CBS) - The Shari Lewis Show (NBC) - Update (NBC) - Walt Disney's Wonderful World of Color (NBC)                                         |
| Legjobb ismeretterjesztő műsor | Az év műsora |
| - David Brinkley's Journal (NBC) - ABC's Wide World of Sports (ABC) - Bell and Howell Close-Up! (ABC) - CBS Reports (CBS) - Howard K. Smith (ABC) - NBC White Paper (NBC) | - Hallmark Hall of Fame (NBC) (Epizód: "Victoria Regina") - Bell and Howell Close-Up! (ABC) (Epizód: "Walk in My Shoes") - CBS Reports (CBS) (Epizód: "Biography of a Bookie Joint") - The Judy Garland Show (CBS) - Vincent Van Gogh: A Self-Portrait (NBC) |

### Színészek

#### Főszereplők
| Legjobb férfi főszereplő | Legjobb női főszereplő |
| --- | --- |
| - E. G. Marshall (Lawrence Preston) - The Defenders (CBS) - Paul Burke (Adam Flint) - Naked City (ABC) - Jackie Cooper (Chick Hennesey) - Hennesey (CBS) - Vince Edwards (Dr. Ben Casey) - Ben Casey (ABC) - George Maharis (Buz Murdock) - Route 66 (CBS) | - Shirley Booth (Hazel Burke) - Hazel (NBC) - Gertrude Berg (Sarah Green) - The Gertrude Berg Show (CBS) - Donna Reed (Donna Stone) - The Donna Reed Show (ABC) - Mary Stuart (Joanne Gardner Barron Tate Reynolds Vincente Tourneur) - Search for Tomorrow (CBS) - Cara Williams (Gladys Porter) - Pete and Gladys (CBS) |

#### Mellékszereplők
| Legjobb férfi mellékszereplő | Legjobb női mellékszereplő |
| --- | --- |
| - Don Knotts (Barney Fife) - The Andy Griffith Show (CBS) - Sam Jaffe (Dr. David Zorba) - Ben Casey (ABC) - Barry Jones (A dékán) - Hallmark Hall of Fame (NBC) (Epizód: "Victoria Regina") - Horace McMahon (Mike Parker) - Naked City (ABC) - George C. Scott (Dr. Karl Anders) - Ben Casey (ABC) (Epizód: "I Remember a Lemon Tree") | - Pamela Brown (Katalin kenti hercegné) - Hallmark Hall of Fame (NBC) (Epizód: "Victoria Regina") - Jeanne Cooper (Linda Miller) - Ben Casey (ABC) (Epizód: "But Linda Only Smiled") - Colleen Dewhurst - Focus (NBC) - Joan Hackett (Ellen Parker) - Ben Casey (ABC) (Epizód: "A Certain Time, A Certain Darkness") - Mary Wickes (Maxfield) - The Gertrude Berg Show (CBS) |

#### Egyedülálló alakítások
| Legjobb egyedülálló alakítás színésztől | Legjobb egyedülálló alakítás színésznőtől |
| --- | --- |
| - Peter Falk (Aristidi Fresco) - The Dick Powell Theatre (NBC) (Epizód: "The Price of Tomatoes") - Milton Berle (Eddie Doyle) - The Dick Powell Theatre (NBC) (Epizód: "Doyle Against the House") - James Donald (Albert szász–coburg–gothai herceg) - Hallmark Hall of Fame (NBC) (Epizód: "Victoria Regina") - Lee Marvin (Hughes) - Alcoa Premiere (ABC) (Epizód: "People Need People") - Mickey Rooney (Augie Miller) - The Dick Powell Theatre (NBC) (Epizód: "Somebody's Waiting") | - Julie Harris (Viktória brit királynő) - Hallmark Hall of Fame (NBC) (Epizód: "Victoria Regina") - Geraldine Brooks (Katherine Barnes) - Buszmegálló (ABC) (Epizód: "Call Back Yesterday") - Suzanne Pleshette (Julie Lawler) - Dr. Kildare (NBC) (Epizód: "Shining Image") - Inger Stevens (Anna Beza) - The Dick Powell Theatre (NBC) (Epizód: "The Price of Tomatoes") - Ethel Waters (Jenny Henderson) - Route 66 (CBS) (Epizód: "Goodnight, Sweet Blues") |

### Rendezők
| Legjobb rendező (vígjátéksorozat) | Legjobb rendező (drámasorozat) |
| --- | --- |
| - Car 54, Where Are You? (NBC) – Nat Hiken - The Dick Van Dyke Show (CBS) – John Rich - The Garry Moore Show (CBS) – Dave Geisel - Henry Fonda and the Family (CBS) – Bud Yorkin - The Red Skelton Show (CBS) – Seymour Berns | - The Defenders (CBS) – Franklin J. Schaffner - Alcoa Premiere (ABC) (Epizód: "People Need People") – Alex Segal - Dr. Kildare (NBC) (Epizód: "Shining Image") – Buzz Kulik - Naked City (ABC) – Arthur Hiller - Westinghouse Presents (Epizód: "Come Again to Carthage") (CBS) – Jack Smight |

### Forgatókönyvírók
| Legjobb forgatókönyv (vígjátéksorozat) | Legjobb forgatókönyv (drámasorozat) |
| --- | --- |
| - The Dick Van Dyke Show (CBS) – Carl Reiner - The Bob Newhart Show (NBC) – Roland Kibbee, Bob Newhart, Don Hinkley, Milt Rosen, Ernest Chambers, Dean Hargrove, Robert Kaufman, Norm Liebmann, Charles Sherman, Howard Snyder, Larry Siegel - Car 54, Where Are You? (NBC) – Nat Hiken, Tony Webster, Terry Ryan - Chun King Chow Mein Hour (ABC) – Stan Freberg - The Red Skelton Show (CBS) – Ed Simmons, David O'Brien, Martin Ragaway, Arthur Phillips, Al Schwartz, Sherwood Schwartz, Red Skelton | - The Defenders (CBS) – Reginald Rose - Alcoa Premiere (ABC) (Epizód: "People Need People") – Henry F. Greenberg - Ben Casey (ABC) (Epizód: "I Remember a Lemon Tree") – Jack Laird - The Dick Powell Theatre (NBC) (Epizód: "The Price of Tomatoes") – Richard Alan Simmons - Alkonyzóna (CBS) – Rod Serling |
| Legjobb forgatókönyv (dokumentumfilm vagy sorozat) | |
| - Vincent Van Gogh: A Self-Portrait (NBC) – Lou Hazam - Bell and Howell Close-Up! (ABC) (Epizód: "Walk In My Shoes") – Arthur Holch - CBS Reports (CBS) (Epizód: "Biography of a Bookie Joint") – Jay McMullen - NBC White Paper (NBC) (Epizód: "Battle of Newburgh") – Al Wasserman, Arthur Zegart - Purex Summer Specials (NBC) – George Lefferts | |

## Fordítás
- Ez a szócikk részben vagy egészben  a(z)   14th Primetime Emmy Awards című angol Wikipédia-szócikk fordításán alapul.  Az eredeti cikk szerkesztőit annak laptörténete sorolja fel. Ez a jelzés csupán a megfogalmazás eredetét és a szerzői jogokat jelzi, nem szolgál a cikkben szereplő információk forrásmegjelöléseként.